# 斯托克城足球俱乐部
斯托克城足球俱乐部（英語：Stoke City Football Club，1925年前名為斯托克足球俱乐部），英國英格蘭特倫特河畔斯托克的足球會。史篤城主場為不列顛尼亞球場（Britannia Stadium）。

## 歷史
斯托克城被視為僅次於诺茨郡為世界上第二古老的聯賽足球會，但其成立的年份1863年仍有爭議，有部份人認為球會正確的成立年份應為1868年，是足球聯盟創始成員。史篤城在上世紀六十年代中至八十年代中大部份時間都在當時的頂級聯賽甲組聯賽作賽，但球隊在1985年降班後，之後23年一直在低級別的聯賽角逐，直至2007/08年球季獲得英格蘭冠军聯賽亞軍，升級到英格蘭超級聯賽作賽。
史篤城升上英超後數年取得中游成績，2011年更打入英格蘭足總盃決賽獲得亞軍，因冠軍曼城已取得歐洲賽資格，史篤城因此取得自1974年以來首次參加歐洲賽的資格，於2011-12球季首次參加歐霸盃，並成功在分組初賽出線，但被西班牙球隊華倫西亞在三十二強賽淘汰。
2017/18年度球季，史篤城在季中開始跌落降班區，球會於2018年1月辭退帶領史篤城超過四年半的馬克·曉士，而委任保羅·蘭伯特為新領隊。但球隊戰績沒有改善，在2018年2月起連續十三場聯賽不勝，結果在2018年5月5日第37輪聯賽主場以1-2不敵水晶宮後，提早一輪聯賽宣告護級失敗，來屆降落英冠作賽。

## 大事紀年
| 年 份   | 事 項 |
| ------- | --- |
| 1888-89 | 足球聯盟創始成員                                                                                                |
| 1890    | 連續兩屆聯賽排最尾的十二位，被足球聯盟除名                                                                      |
| 1890-91 | 加入足球同盟（Football Alliance），獲得冠軍                                                                     |
| 1891-92 | 獲選再次加入足球聯盟                                                                                            |
| 1894-95 | 甲組聯賽排第十四位，鄰選賽3-0擊敗，保留甲組席位                                                                 |
| 1897-98 | 甲組聯賽排第十六位，鄰選賽四戰兩勝一和一負排第一位，保留甲組席位                                                |
| 1898-99 | 足總杯晉身四強                                                                                                  |
| 1907    | 甲組聯賽排第廿位，降級乙組                                                                                      |
| 1908    | 退出足球聯盟乙組聯賽                                                                                            |
| 1908-09 | 加入伯明翰及鄰近地區聯賽（Birmingham & District League）                                                              |
| 1909-10 | 同時加入南部乙A組聯賽，獲得冠軍。附加賽6-0擊敗乙B組冠軍黑斯廷斯及聖雷諾，奪得南部乙組聯賽總冠軍。但沒有升級甲組 |
| 1910-11 | 南部乙組聯賽因得失率較差而屈居亞軍，升級南部甲組聯賽。伯明翰及鄰近地區聯賽冠軍                                        |
| 1913    | 南部甲組聯賽排第廿位，降級南部乙組聯賽                                                                          |
| 1914-15 | 南部乙組聯賽冠軍                                                                                                |
| 1919-20 | 戰後獲重選加入足球聯盟乙組聯賽                                                                                  |
| 1921-22 | 乙組聯賽以較佳得失球率壓倒 奪得亞軍，升級甲組                                                                   |
| 1923    | 甲組聯賽排第廿一位，降級乙組                                                                                    |
| 1925    | 更名 |
| 1925-26 | 乙組聯賽排第廿一位，降級北區丙組聯賽                                                                            |
| 1926-27 | 北區丙組聯賽冠軍，升級乙組                                                                                      |
| 1932-33 | 乙組聯賽冠軍，升級甲組                                                                                          |
| 1953    | 甲組聯賽排第廿一位，降級乙組                                                                                    |
| 1962-63 | 乙組聯賽冠軍，升級甲組                                                                                          |
| 1963-64 | 決賽兩回合累計3-4負於莱斯特城，聯賽杯亞軍                                                                       |
| 1970-71 | 足總杯晉身四強                                                                                                  |
| 1971-72 | 決賽2-1擊敗，聯賽杯冠軍。足總杯晉身四強                                                                         |
| 1977    | 甲組聯賽排第廿一位，降級乙組                                                                                    |
| 1978-79 | 乙組聯賽季軍，升級甲組                                                                                          |
| 1985    | 甲組聯賽排第廿二位，降級乙組                                                                                    |
| 1990    | 乙組聯賽排第廿四位，降級丙組                                                                                    |
| 1991-92 | 丙組聯賽排第四位，附加賽準決賽兩回合累計1-2負於                                                                 |
| 1992-93 | 超聯成立，丙組更名乙組《III》。乙組《III》聯賽冠軍，升級甲組《II》                                              |
| 1995-96 | 甲組《II》聯賽排第四位，附加賽準決賽兩回合累計0-1負於莱斯特城                                                   |
| 1998    | 甲組《II》聯賽排第廿三位，降級乙組《III》                                                                       |
| 1999-00 | 乙組《III》聯賽排第六位，附加賽準決賽兩回合累計3-5負於                                                          |
| 2000-01 | 乙組《III》聯賽排第五位，附加賽準決賽兩回合累計2-4負於                                                          |
| 2001-02 | 乙組《III》聯賽排第五位，附加賽準決賽兩回合累計3-2擊敗卡迪夫城，千禧球場決賽2-0擊敗，升級甲組《II》             |
| 2004-05 | 甲組《II》更名“英冠聯賽”                                                                                        |
| 2007-08 | 英冠聯賽亞軍，升級英超聯賽                                                                                      |
| 2010-11 | 決賽0-1負於曼城，足總盃亞軍，並獲得來季參加歐霸盃資格。                                                         |
| 2011-12 | 首次參加歐霸盃，並成功晉級最後三十二強，在三十二強賽總比數0-2負華倫西亞出局                                     |
| 2017-18 | 英超聯賽排第十九位，降班英冠                                                                                    |

## 主場球場

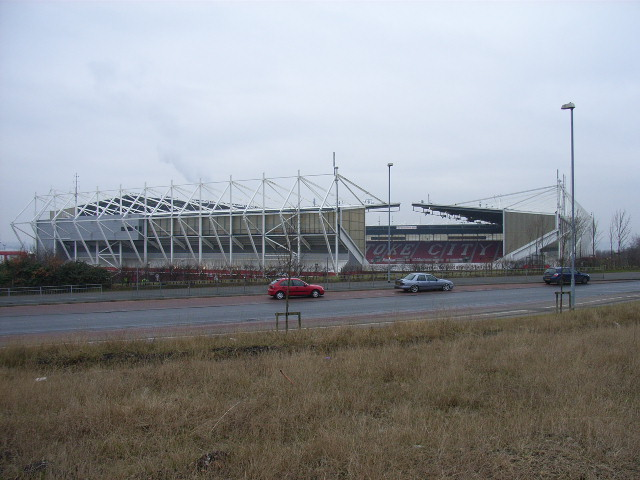
不列顛尼亞球場

不列顛尼亞球場（Britannia Stadium）是史篤城足球會的主場球場，球場以不列顛尼亞地產財務公司（Britannia Building Society）命名，價值100萬英鎊的贊助合約為期10年。耗資1億4,700萬建造在1997年落成取代沿用119年的維多利亞球場（Victoria Ground），全座席可容納28,000名觀眾，球隊的辦公室、更衣室及精品店位於球場的西南角。除足球比賽外亦可舉行會議、宴會及音樂會等。2000年夏季重型搖滾樂隊Bon Jovi在此舉行演唱會。

## 球會榮譽
| 榮譽                    | 次數        | 年度                   |
| 聯 賽 比 賽             | 聯 賽 比 賽 | 聯 賽 比 賽            |
| ----------------------- | ----------- | ---------------------- |
| 乙組《第二級》聯賽 冠軍 | 2           | 1932/33年, 1962/63年。 |
| 乙組《第二級》聯賽 亞軍 | 1           | 1921/22年。            |
| 乙組《第三級》聯賽 冠軍 | 1           | 1992/93年。            |
| 北區丙組聯賽 冠軍       | 1           | 1926/27年。            |
| 足球同盟聯賽 冠軍       | 1           | 1890/91年。            |
| 盃 賽 比 賽             |             |                        |
| 足總盃 亞軍             | 1           | 2011年                 |
| 聯賽盃 冠軍             | 1           | 1972年                 |
| 聯賽盃 亞軍             | 1           | 1964年                 |
| 联赛錦標 冠軍           | 2           | 1992年, 2000年         |
| 沃特尼盃 冠軍           | 1           | 1973年。               |

## 球員名單（2021/22）
更新日期：2018年12月14日 13:27 (UTC) 
粗體字為新加盟球員 

### 目前效力
| 編號          | 國籍   | 球員名字                      | 位置  | 出生日期   | 加盟年份 | 前屬球會 | 身價     |
| 門 將         | 門 將  | 門 將                         | 門 將 | 門 將      | 門 將    | 門 將    | 門 將    |
| ------------- | ------ | ----------------------------- | ----- | ---------- | -------- | -------- | -------- |
| 12            | 英格兰 | 祖斯夫·般斯克（Josef Bursik） | 門將  | 2000.07.12 | 2018     | 青年軍   | --       |
| 13            | 爱尔兰 | 積·邦咸（Jack Bonham）        | 門將  | 1993.09.14 | 2021     | 基寧咸   | 自由轉會 |
| 29            | 英格兰 | （Frank Fielding）            | 門將  | 1988.04.04 | 2021     | 米禾爾   | 自由轉會 |
| 後 衛         |        |                               |       |            |          |          |          |
| 中 場 / 翼 鋒 |        |                               |       |            |          |          |          |
| 前 鋒         |        |                               |       |            |          |          |          |

### 借用球員
| 編號 | 國籍 | 球員名字 | 位置 | 出生日期 | 加盟年份 | 借用球會 | 借用年期 |
| ---- | ---- | -------- | ---- | -------- | -------- | -------- | -------- |

### 外借球員
| 編號 | 國籍 | 球員名字 | 位置 | 出生日期 | 加盟年份 | 外借球會 | 外借年期 |
| ---- | ---- | -------- | ---- | -------- | -------- | -------- | -------- |

### 離隊球員
| 編號             | 國籍             | 球員名字         | 位置             | 出生日期         | 加盟年份         | 加盟球會         | 身價             |
| 2022年夏季轉會窗 | 2022年夏季轉會窗 | 2022年夏季轉會窗 | 2022年夏季轉會窗 | 2022年夏季轉會窗 | 2022年夏季轉會窗 | 2022年夏季轉會窗 | 2022年夏季轉會窗 |
| 借 用 歸 還      | 借 用 歸 還      | 借 用 歸 還      | 借 用 歸 還      | 借 用 歸 還      | 借 用 歸 還      | 借 用 歸 還      | 借 用 歸 還      |
| ---------------- | ---------------- | ---------------- | ---------------- | ---------------- | ---------------- | ---------------- | ---------------- |

## 著名球星
- 爵士（Sir Stanley Matthews）：是第一位（1965年）被封為爵士的英國足球運動員
- 爵士（Sir Geoff Hurst）：世界杯決賽大演帽子戲法
- （Gordon Banks）：代表英格蘭隊上陣73次
- （Peter Shilton）：代表英格蘭隊上陣最多的球員
- （Alan Hudson）
- 占美·格連賀夫（Jimmy Greenhoff）
- 約翰·里奇（英语：John Ritchie (footballer, born 1941)）（John Ritchie）：球會最高入球紀錄保持者，聯賽及杯賽共入171球
- 艾力·史基斯（Eric Skeels）：球會最高出場紀錄保持者，共計575場
- （Neil Franklin）
- 費迪·史泰爾（英语：Freddie Steele (footballer)）（Freddie Steele）
- （Leigh Richmond Roose）：戰前最偉大的守門員
- 法蘭克·蘇（Frank Soo, Hong Y.）：是歷史上第一位入選英格蘭國家隊的非白人球員，至今唯一入選過的亞裔球員
- 法蘭·保耶（Frank Bowyer）
- 丹尼斯·维奥勒（Dennis Viollet）
- 高治（Peter Crouch）